# العلاقات الفلسطينية المصرية
العلاقات الفلسطينية المصرية: مراحل تطور العلاقات الثنائية بين جمهورية مصر العربية والفلسطينيين، وصولا إلى العلاقة مع السلطة الفلسطينية التي تعترف مصر بها بصفة ـدولة فلسطين.

## مصر الملكية
في عهد مصر الملكية تم رفض دخول قوات اللجنة العربية العليا في الحرب من قبل الحكومة المصرية، لأسباب غير واضحة.(ص.24)
في مايو 1948، أرسل الملك فاروق الجيش المصري إلى فلسطين، وخلال الحرب، كتب عبد الناصر الذي كان مشاركا فيها عن عدم استعداد الجيش المصري، قائلا: «تبدد جنودنا أمام التحصينات». وكان ناصر آنذاك نائب قائد القوات المصرية المسؤولة عن تأمين الفالوجة، التي حوصرت في أغسطس من قبل الجيش الإسرائيلي، ولكن الفرقة رفضت الاستسلام. أدت المفاوضات بين إسرائيل ومصر أخيراً إلى التنازل عن الفالوجة إلى إسرائيل.(ص.25-26)
وفقا لإريك مارغوليس الصحفي المخضرم، تحملت القوات المصرية القصف العنيف في الفالوجة، بالرغم من أنها كانت معزولة عن قيادتها. وأصبح المدافعون، بما فيهم الضابط جمال عبد الناصر أبطالا وطنيين حينها.(ص.233)
شاركت مصر بوفد في مفاوضات الهدنة مع إسرائيل عام 1949 في رودس، وكان ناصر مشاركا فيها أيضا، وأعتبر ناصر شروط الهدنة مهينة.

## فترة حكم عبد الناصر
بعد ثورة 23 يوليو 1952، حاول بن جوريون رئيس وزراء إسرائيل في سنتي1954 - 1955 إقامة اتصالات مع رئيس الوزراء جمال عبد الناصر فبعث بصمويل ديفون وكيل وزارة الخارجية الإسرائيلية إلي باريس وأمره بمحاولة إقامة إتصال مع السفارة المصرية فيها لعرض مبادرة سلام إسرائيلي مع مصر، فقام صمويل بالإتصال بالمستشار الصحفي في السفارة المصرية بباريس عبد الرحمن صادق الذي نقل العرض الإسرائيلي إلي رئيس الوزراء جمال عبد الناصر الذي أمره بالإستماع لتفاصيل العرض دون التورط بالقبول أو تقديم أية التزامات، وبعد تضاح أن العرض الإسرائيلي هو مجرد صلح مصري إسرائيلي منفرد يقبل بإسرائيل كأمر واقع علي حدود خط هدنة 1949 والذي تحتل بموجبه إسرائيل حوالي 78٪ من فلسطين وترفض تنفيذ قرارات الأمم المتحدة بعودة اللاجئين الفلسطينيين لقراهم وبيوتهم في كامل فلسطين وترفض أيضا الإنسحاب لحدود قرار التقسيم الصادر سنة 1947 أدرك أن السلام مع إسرائيل مستحيل، وتيقن من أنها «دولة توسعية تنظر للعرب بازدراء».[بحاجة لمصدر] وفي يوم 28 فبراير 1955، هاجمت القوات الإسرائيلية قطاع غزة، الذي كانت تسيطر عليه مصر في ذلك الوقت، وأعلنت إسرائيل أن هدفها هو القضاء على الغارات الفدائية الفلسطينية. شعر عبد الناصر بأن الجيش المصري ليس على استعداد للمواجهة ولم يرد عسكرياً. كان فشله في الرد على العمل العسكري الإسرائيلي ضربة لشعبيته المتزايدة.(ص.38-39) في وقت لاحق أمر ناصر بتشديد الحصار على الملاحة الإسرائيلية من خلال مضيق تيران. قام الإسرائيليون بإعادة عسكرة منطقة عوجة الحفير منزوعة السلاح على الحدود المصرية في 21 سبتمبر.
دعم ناصر حق عودة الفلسطينيين لمنازلهم، ودعى لتنفيذ قرارات الأمم المتحدة فيما يتعلق بالصراع العربي الإسرائيلي.
في يناير 1964، دعا ناصر لعقد قمة الجامعة العربية في القاهرة، لعمل استجابة عربية موحدة ضد خطط إسرائيل لاستخدام مياه نهر الأردن لأغراض اقتصادية، والتي اعتبرتها سوريا والأردن عملا من أعمال الحرب.(ص.243-244) ألقى ناصر باللوم على الانقسامات العربية، ووصف الوضع بأنه «كارثي».(ص.222-223) شجع ناصر سوريا والفدائيين الفلسطينيين ضد استفزازات الإسرائيليين، وأعلن أنه لا يخطط لحرب مع إسرائيل. وخلال القمة، بدأ ناصر علاقات ودية مع الملك حسين، وأصلح العلاقات مع حكام المملكة العربية السعودية وسوريا والمغرب.(ص.243-244) وفي مايو، بدأ ناصر يشارك رسميا بدوره القيادي في قضية فلسطين قبل الشروع في إنشاء منظمة التحرير الفلسطينية في مايو 1964. وقد استخدمها ناصر لينظم العلاقة مع الفدائيين الفلسطينيين. وكان رئيسها (ومرشح عبد الناصر الشخصي) هو أحمد الشقيري.(ص.222-223)

### حرب 1967
بعد هزيمة القوات المصرية واحتلال إسرائيل لشبه جزيرة سيناء المصرية في حرب 1967 عقدت قمة جامعة الدول العربية في الخرطوم في 29 أغسطس، انحسر دور عبد الناصر القيادي المعتاد، حيث قاد العاهل السعودي الملك فيصل رؤساء الدول الحاضرين. أعلن وقف إطلاق النار في حرب اليمن واختتمت القمة بقرار الخرطومأمد الاتحاد السوفيتي مصر عسكريا وقطع العلاقات الدبلوماسية مع إسرائيل. قطع ناصر العلاقات مع الولايات المتحدة بعد الحرب، وبدأت مصر تلعب على توازنات القوى العظمى.(ص.270-272) وفي نوفمبر، قبل ناصر قرار مجلس الأمن رقم 242، الذي دعا إلى انسحاب إسرائيل من الأراضي المكتسبة في الحرب، والتي تشمل إلى جانب شبه جزيرة سناء قطاع غزة الذي كان تحت السيطرة المصرية قبل الحرب وهضبة الجولان السورية والضفة الغربية التي كانت خاضعة للملكة الأردنية آنذاك. ادعى أنصار ناصر أن تحركه كان لكسب الوقت للاستعداد لمواجهة أخرى مع إسرائيل، في حين يعتقد منتقدوه أن قبوله القرار يشير إلى تراجع اهتمامه بالاستقلال الفلسطيني.(ص.281)

### حرب الإستنزاف والعلاقة مع الفدائيين الفلسطينيين
في يناير 1968، بدأ عبد الناصر حرب الاستنزاف لاستعادة الأراضي التي احتلتها إسرائيل، أمر بشن هجمات ضد مواقع إسرائيلية شرق قناة السويس ثم حاصر القناة.(ص.280)وفي مارس عرض ناصر مساعدة حركة فتح بالأسلحة والأموال بعد أدائهم ضد القوات الإسرائيلية في معركة الكرامة في ذلك الشهر. كما نصح عرفات بالتفكير في السلام مع إسرائيل وإقامة دولة فلسطينية تضم الضفة الغربية وقطاع غزة. بذلك يعتبر ناصر قد دفع فعليا منذ ذلك الحين بقيادة القضية الفلسطينية من شخصه إلى عرفات.(ص.288-290)
ردت إسرائيل على القصف المصري بغارات الكوماندوز، عن طريق القصف المدفعي والغارات الجوية. وأدى ذلك إلى نزوح المدنيين من المدن المصرية على طول الضفة الغربية لقناة السويس.(ص.49)(ص.297-298) أوقف ناصر جميع الأنشطة العسكرية وبدأ برنامجا لبناء شبكة من الدفاعات الداخلية، في حين تلقى الدعم المالي من مختلف الدول العربية. استأنفت الحرب في مارس 1969.(ص.297-298) وفي نوفمبر وبوساطة ناصر تم عقد اتفاق القاهرة 1969 بين منظمة التحرير الفلسطينية والجيش اللبناني الذي منح المقاتلين الفلسطينيين الحق في استخدام الأراضي اللبنانية لمهاجمة إسرائيل.(ص.301) في حزيران 1970، قبل ناصر مبادرة روجرز التي ترعاها الولايات المتحدة، والتي دعت إلى وضع حد للأعمال العسكرية والانسحاب الإسرائيلي من الأراضي المصرية، ولكن تم رفض ذلك من قبل إسرائيل ومنظمة التحرير الفلسطينية. وتجنب ناصر التوجه لأي مفاوضات مباشرة مع إسرائيل وإعتبرها قرينا للإستسلام.

### أيلول الأسود في الأردن

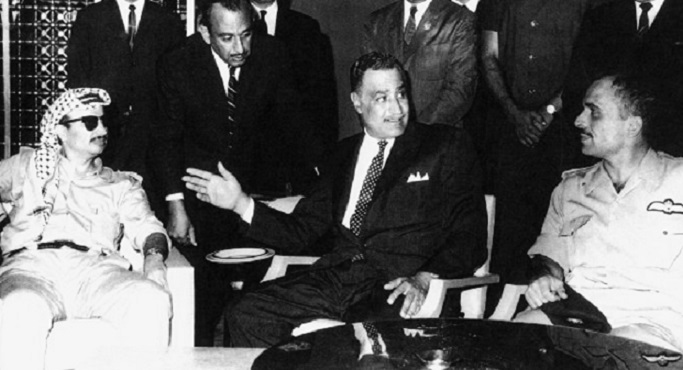
ناصر يتوسط لوقف إطلاق النار بين ياسر عرفات رئيس منظمة التحرير الفلسطينية (يسار) والملك حسين عاهل الأردن (يمين) في القمة العربية الطارئة في القاهرة يوم 27 سبتمبر 1970، قبل وفاة عبد الناصر بيوم واحد.

في النصف الثاني من عام 1970، بدأت التوترات بين منظمة التحرير الفلسطينية والحكومة في الأردن تتزايد،(ص.259) وأطلقت حملة عسكرية عرفت لاحقا باسم أيلول الأسود للقضاء على قوات منظمة التحرير الفلسطينية. دفعت المخاوف من حدوث حرب إقليمية ناصر لعقد القمة العربية الطارئة في 27 سبتمبر، للدعوة لوقف إطلاق النار.(ص.262)
توفي عبد الناصر في 28 سبتمبر أيلول 1970، تاركا أفكار قومية انتشرت في جميع أنحاء الوطن العربي، وخاصة بين الفلسطينيين،(ص.156)

## التاريخ الحديث

### جائحة كوفيد 19
في 20 فبراير 2022، قدمت مصر حوالي 500 ألف جرعة من لقاح فاكسيرا- سينوفاك ضد كوفيد 19 إلى وزارة الصحة الفلسطينية في قطاع غزة.

### اشتباكات السودان 2023
بدأت الاشتباكات بين قوات الدعم السريع والجيش السوداني في 15 أبريل 2023.
في 22 أبريل 2023، شكلت وزارة الخارجية خلية أزمة مركزية استعدادًا لحصر أعداد الرعايا والطلبة الفلسطينيين الذين يرغبون بمغادرة السودان بالتنسيق مع السودان ومصر والأردن، تضم اللجنة المخابرات العامة والاستخبارات العسكرية، ووزارة الداخلية، ومؤسسات ذات علاقة.
في 24 أبريل 2023، أعلنت الخارجية الفلسطينية عن بدء تحرك قوافل إجلاء الرعايا الفلسطينيين تضم 259 فلسطينيًا إلى الحدود السودانية المصرية. كما ذكرت الوزارة أن ظروف قاهرة خارجة عن الإرادة أخرت انطلاق حافلات إلى الحدود السودانية المصرية كانت تضم 123 فلسطينيًا من الطلبة والأسر، وأنها وفرت مكانًا آمانًا للطلبة لحين توفر الحافلات.
في 30 أبريل 2023، ذكرت الخارجية أن قرابة 500 فلسطينيًا قد أُجلي من السودان.
في 1 مايو 2023، أعلنت الخارجية انتهاء عملية إجلاء الجالية الفلسطينية من السودان. وأعرب وزير الخارجية رياض المالكي عن شكره لمصر لما قدمته.